# Enrique Bayerri
Enrique Bayerri y Bertomeu (Jesús-Tortosa, 6 de septiembre de 1882-Tortosa, 23 de septiembre de 1958) fue un periodista, escritor, archivero e historiador español.

## Biografía
De familia humilde, nació en Jesús, arrabal de Tortosa. A los quince años de edad ingresó en el colegio de la Compañía de Jesús, donde recibió su educación y cultura.
Se dedicó unos años a la enseñanza y el periodismo, escribiendo siempre en publicaciones de signo católico y de orden. Fundó y dirigió el periódico carlista tortosino La Tradición (1911-1911), puesto en el que sería sucedido por José Monllaó «Llaonet».
Su interés por la historia local lo llevó a ser nombrado en 1921 director del Museo y Archivo Municipal de Tortosa, cargo que desempeñaría hasta su muerte, excepto durante los años de la II República y la guerra civil. Durante la guerra fue condenado por los tribunales a veinte años de presidio y pasó por las cárceles de Tarragona, Barcelona y Sardañola del Vallés, temiendo que podía ser fusilado en cualquier momento.
Tras la contienda y una vez liberado de prisión, se encargó de la recuperación y ordenación de los archivos eclesiásticos de Tortosa, que habían sido trasladados fuera de la ciudad para salvarlos de su destrucción en 1938, y devueltos con un cierto desbarajuste organizativo.
Su tarea como historiador estuvo directamente relacionada con su actividad profesional al frente del Museo y Archivo Municipal de Tortosa, cosa que se refleja claramente en su monumental obra Historia de Tortosa y su comarca, la cual contiene en algunos de sus nueve tomos interesantes noticias del pasado artístico de Tortosa y sus alrededores.
Investigó en los archivos y bibliotecas más importantes de Europa, viajando por el extranjero gracias al mecenazgo del empresario y político tortosino Joaquín Bau y de su hermano José Bau. Participó en los Congresos de Historia de la Corona de Aragón.
Su principal aportación a la historia del arte es el libro Los códices medievales de la catedral de Tortosa, publicado póstumamente en 1962, en el que hace un detallado inventario de los códices y de la biblioteca catedralicia. Con esta publicación se culminaba un largo proceso de clasificación del fondo bibliográfico medieval, uno de los más importantes de Cataluña. Entre sus obras figura el Refraner català de la comarca de Tortosa. Defendió la hipótesis de que Cristóbal Colón hubiese sido tortosino en el libro Colón tal cual fué.
El marzo de 2009 la Asociación Historiador Enric Bayerri, con sede a la calle Montcada de Tortosa, ante su inminente disolución, decidió depositar el legado del historiador (320 legajos que incluyen notas manuscritas, correspondencia y recortes de prensa) en el Arxiu Comarcal del Baix Ebre.
Estuvo casado con Elisa Vandevalle. En Tortosa una calle junto al Ayuntamiento lleva el nombre de Enric Bayerri y en su honor se otorga anualmente el premio de estudios históricos Enric Bayerri.

## Obras

### De carácter mariano
- Congregaciones de Nuestra Señora canónicamente erigidas en Tortosa (Tortosa, 1907)
- Códices marianos de las Diócesis de la Corona de Aragón (Madrid, 1946)
- El Misterio de la Asunción de María en Cuerpo y Alma a los Cielos en la liturgia hispana medieval (Madrid, 1947)[1]

### Biográficas
- Un gran español desconocido: El P. Juan Mir y Noguera, S. J. (1840-1917) (Barcelona, 1919, vol. I)
- Necrología y semblanza del que fue Excmo. y Rvdmo. señor Obispo de Tortosa Dr. D. Félix Bilbao Ugarriza (1926-1943) (Tortosa, 1943)
- Semblanza del gran poeta tortosino de lo ideal, Rdo. Mn. Tomás Bellpuig, Pbro. (M. 1936) (Tortosa, 1945)[1]

### Filológicas
- Refraner català de la Comarca de Tortosa (Tortosa, 1936), tomo I
- Diccionario del idioma catalán de la Comarca de Tortosa (obra inédita)[1]

### Geográficas e históricas
- En busca de la resolución del problema de Tharsis-Tartesos (Madrid, 1941)
- Un gran problema geográfico-histórico, o los nombres toponímicos ibero-romanos y su localización (Madrid, 1942)
- La conquista romana de España (Madrid, 1943)
- Historia de Tortosa y su comarca, 9 tomos (1933-1989)
- Llibre de privilegis de la vila de ulldecona (Tortosa, 1951)
- El Gobierno restaurador del Caudillo Franco (inédita)[1]
- Colón tal cual fué (Barcelona, 1961)
- Los códices medievales de la catedral de Tortosa (Barcelona, 1962)